# Bergsala
Bergsala A/S, er den officielle distributør af Nintendo i Danmark. Firmaet er et datterselskab af Bergsala AB, der har hovedsæde i Kungsbacka ved Gøteborg i Sverige. Bergsala AB, som er Nintendos ældste eksportkunde, har siden 1981 distribueret produkter så som, Game & Watch (”bipbip-spil”), NES og SNES til Wii, Wii U og Nintendo 3DS-familien. Den seneste konsol hedder Nintendo Switch.
Bergsala åbnede kontor i Danmark den 1. januar 2002.
Bergsala står desuden også for distribueringen af Nintendos produkter i resten af Norden og de baltiske lande. De står desuden også for vedligeholdelsen af nintendo.dk, nintendo.se, nintendo.no og nintendo.fi.